# Sankei-en

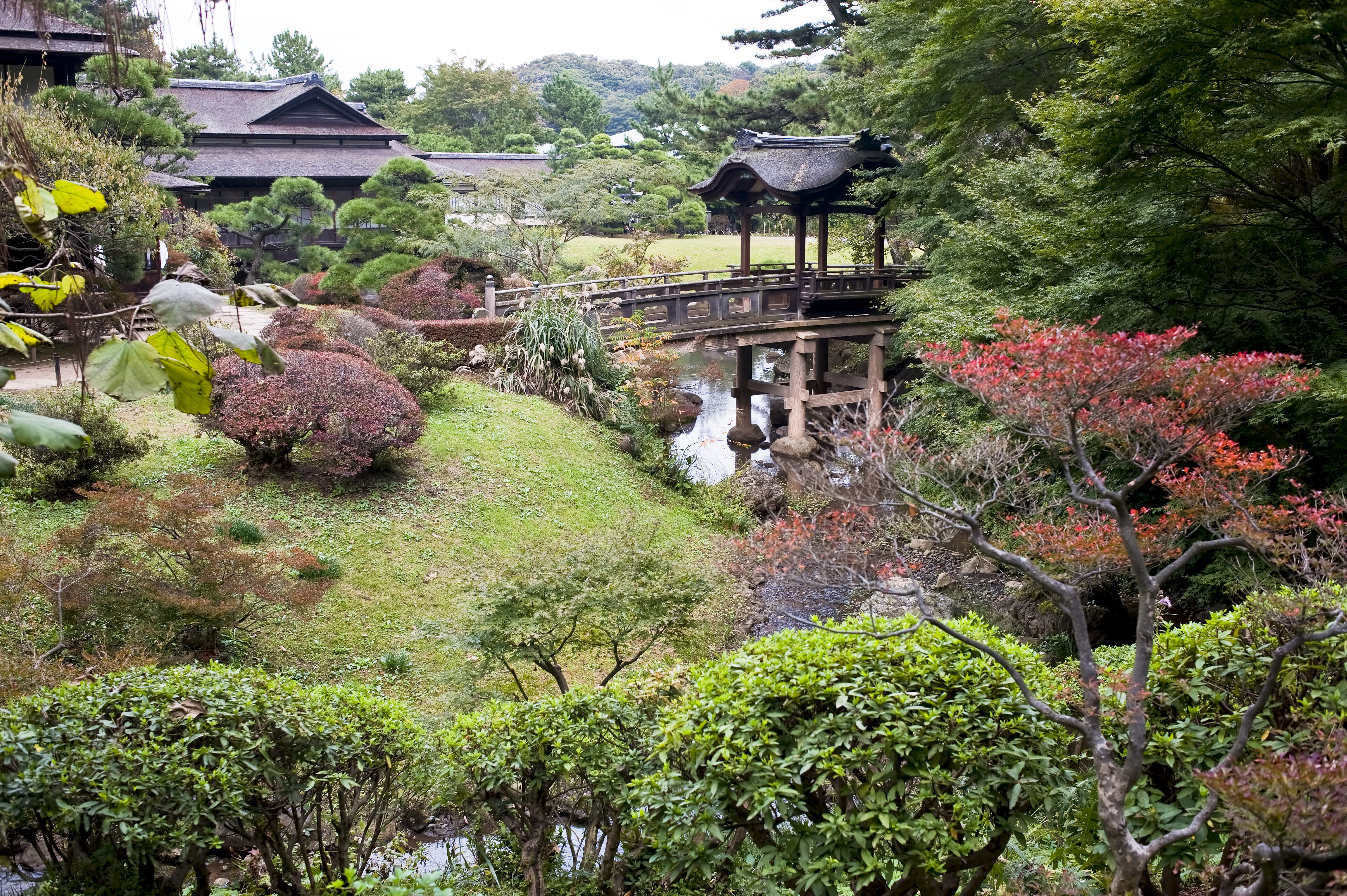
Rinshukaku und Teisha-Brücke

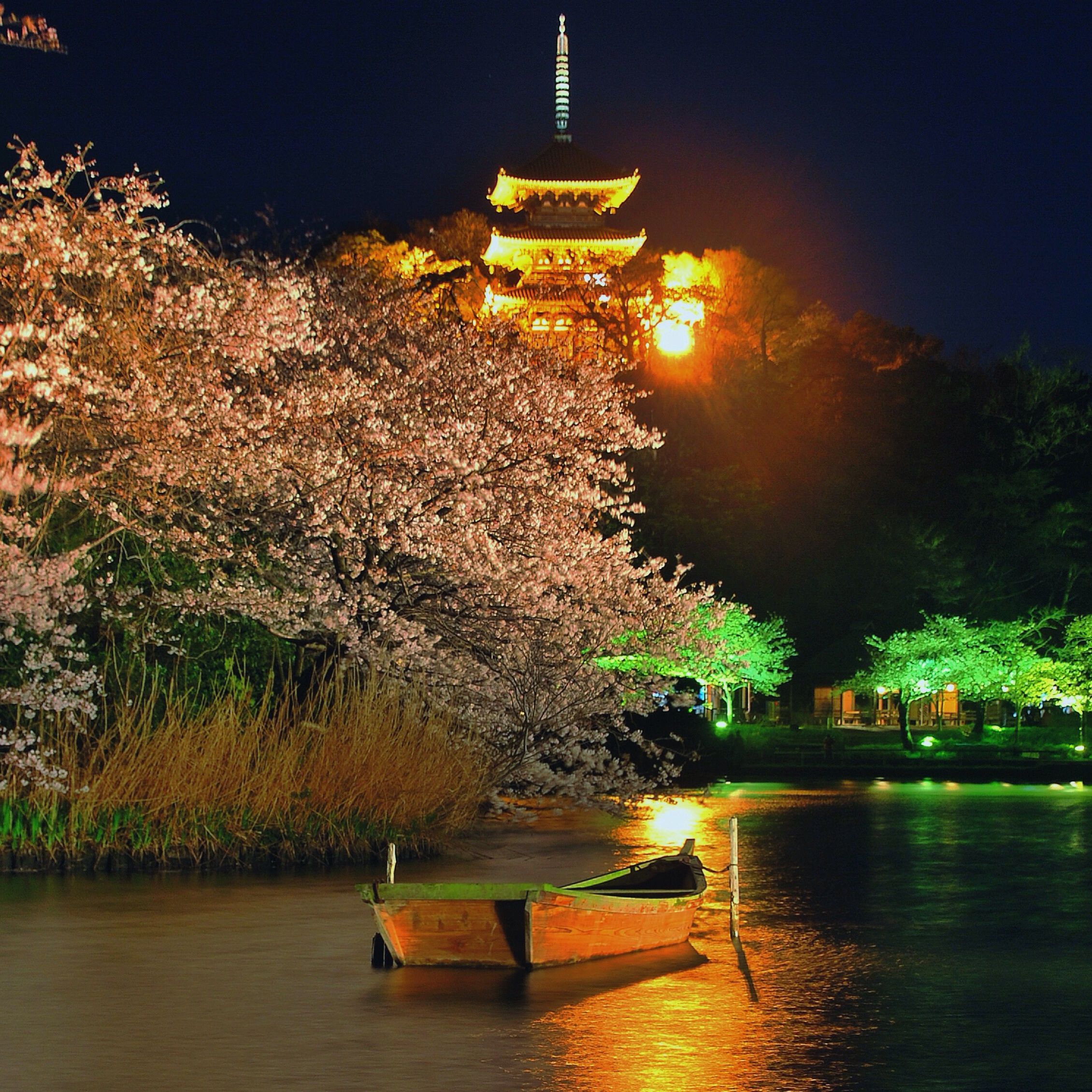
In der Nacht

Sankei-en (japanisch 三渓園) ist ein öffentlich zugänglicher Park in Yokohama. Er enthält Gebäude aus verschiedenen Jahrhunderten und aus verschiedenen Teilen Japans.

## Der Gründer
Der wohlhabende Seidenfabrikant und Kunstliebhaber Hara Tomitarō (原 富太郎; 1868–1939) nutzte das von seinem Stiefgroßvater Hara Zenzaburō erworbene Gelände am Rande von Yokohama, um Gebäude wieder aufzubauen, die er in verschiedenen Teilen Japans erworben hatte. Ein Teil der Anlage – der Äußere Garten – wurde 1906 der allgemeinen Öffentlichkeit zugänglich gemacht. 1953 wurde der Garten in eine Stiftung überführt, womit auch der Innere Garten der Allgemeinheit geöffnet wurde.
Der Name Sankei, wörtlich Drei Schluchten, war der Künstlername (Gō) Haras, das angehängte en bedeutet Garten.
Hara, wie viele reiche Unternehmer seiner Zeit, widmete sich der Teezeremonie und ließ nicht nur alte Gebäude überführen, sondern auch neue Teehäuser errichten. 1988 wurde eine Gedächtnishalle (三渓記念館, Sankeien kinenkan) fertiggestellt, in der Kunstgegenstände aus Haras Sammlung und Videofilme gezeigt werden.

## Die Anlage des Parks
Die hügelige Gegend mit einer Fläche von 175.000 m² wird durch den Hauptweg in den Inneren und den Äußeren Garten unterteilt. Eine Reihe von Gebäuden sind als Wichtiges Kulturgut Japans designiert und mit einem ◎ gekennzeichnet. Gebäude, die als städtisches Kulturgut geführt werden, sind mit einem Y gekennzeichnet. Einige Gebäude können für Veranstaltungen gemietet werden.

### Innerer Garten

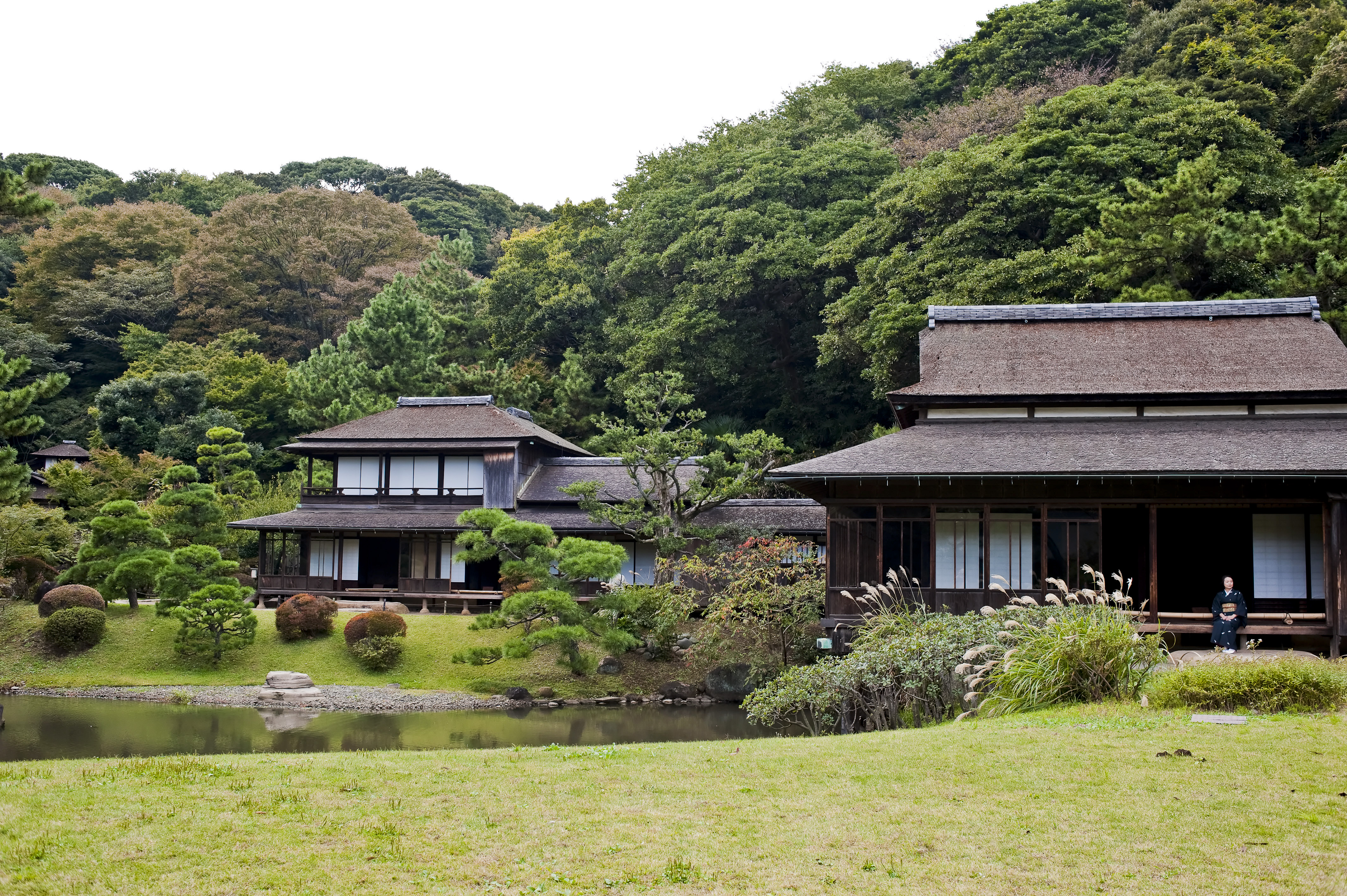
Rinshunkaku

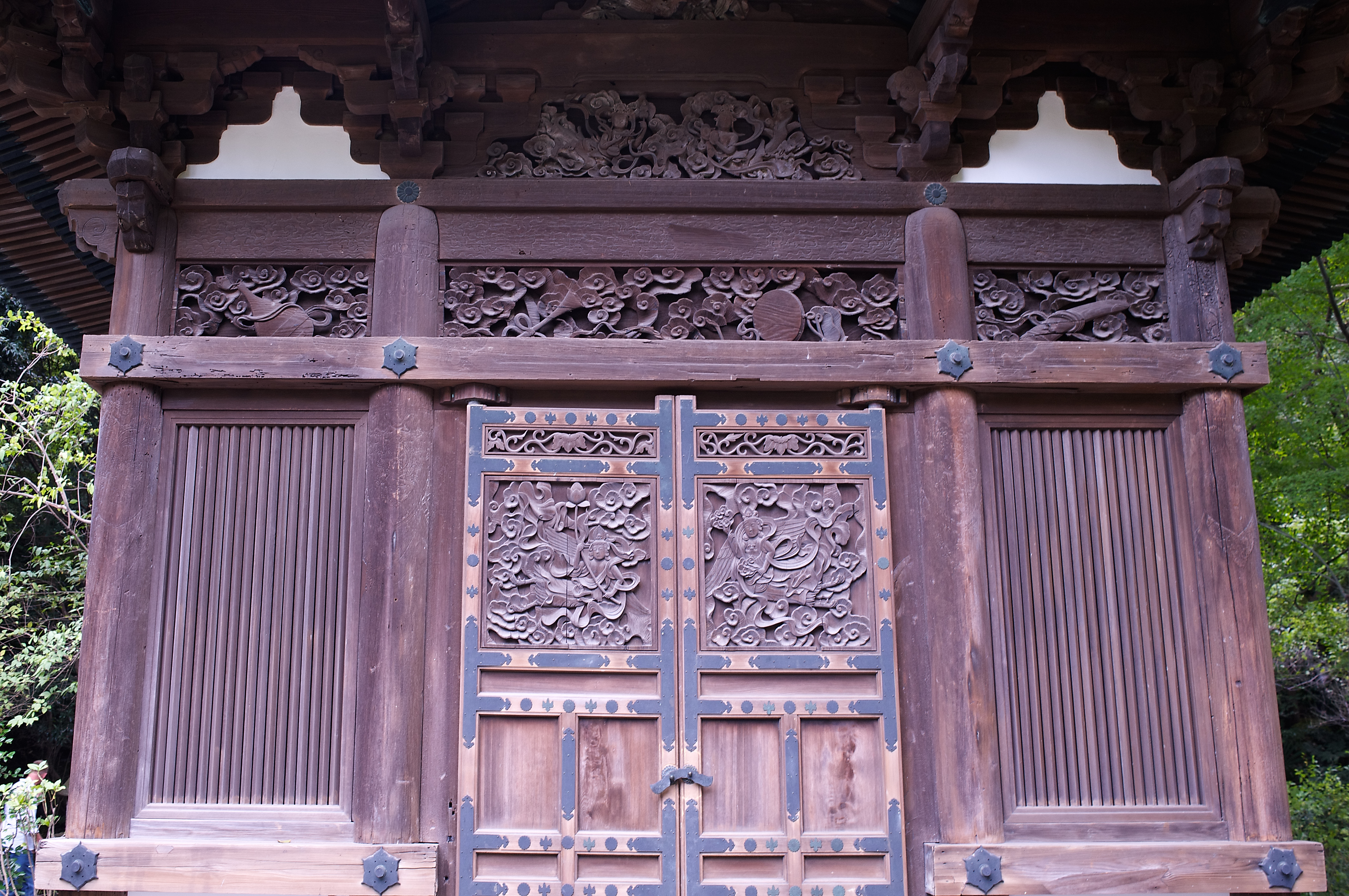
Jutō Ōidō

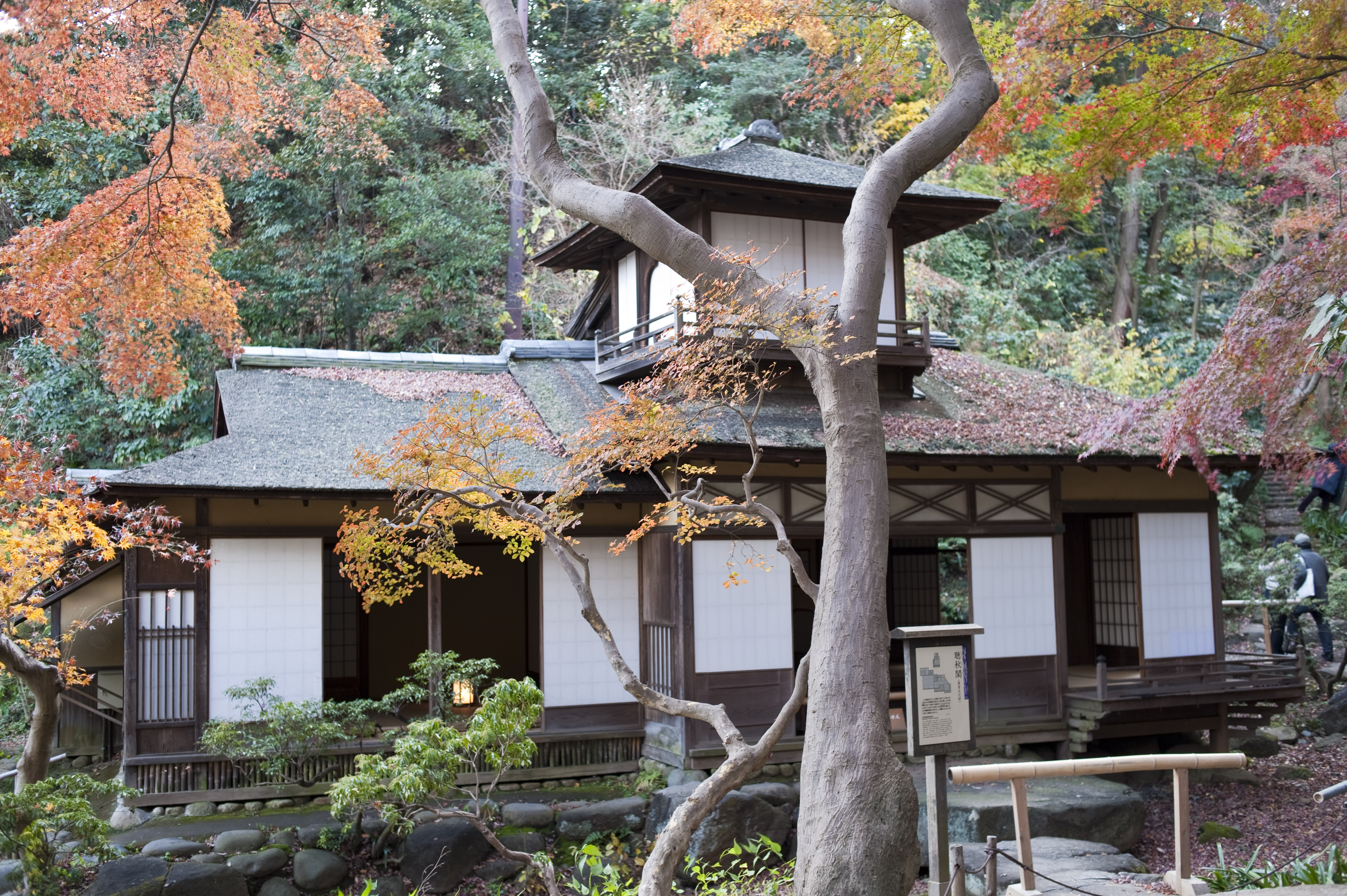
Chōshūkaku

- Y Gomon, ein Tor, soll aus Kyoto stammen und wird auf das Jahr 1708 datiert.
- Y Hakuuntei, ein kleines Gebäude im Sukiya-Stil, ließ Hara 1920 erbauen. Es ist nicht der Öffentlichkeit zugänglich.
- ◎ Rinshunkaku (臨春閣) ist ein Gebäudekomplex, den Tokugawa Yorinobu (1602–1671), das erste Oberhaupt des Kishū-Zweiges 1649 erbauen ließ. Die Bilder auf den Schiebetüren (fusuma) stammen von Kanō Tanyū und anderen. Die Gebäude kamen 1917 in diesen Garten.
  - Haus 1 besteht aus vier Räumen, die als Warteräume für aufwartende Besucher dienten.
  - Haus 2 besteht aus drei Räumen. In ihnen empfing der Fürst seine Besucher.
  - Haus 3 besteht aus fünf Räumen, die privat genutzt wurden.
- Tenzu-ji Jutō Oidō (天瑞寺寿塔覆堂): Dieses Haus wurde von Toyotomi Hideyoshi 1591 erbaut für ein Objekt, das die lange Lebensdauer seiner Mutter Omandokoro feierte.
- ◎ Das Gekkaden (月華殿) stammt aus der Burg Fushimi, wo es 1604 von Tokugawa Ieyasu errichtet worden war.
- Kimmokutsu (金毛窟) ist ein Pavillon für Teezeremonie, das Hara 1918 erbauen ließ.
- ◎ Tenjuin (天授院) ist eine Gebetsstätte für Jizō, dem Schutzheiligen der Kinder. Es wurde 1651 im Zen-Stil in Kamakura erbaut.
- ◎ Chōshūkaku (聴秋閣) ist ein zweistöckiges Gebäude, das Tokugawa Iemitsu 1623 innerhalb der Burg Nijō in Kyoto erbauen ließ.
- ◎ Shunsōrō (春草廬) ist ein Gebäude für die Teezeremonie und soll von Oda Urakusai, dem jüngeren Bruder von Oda Nobunaga erbaut worden sein. Das Gebäude ist auch bekannt unter dem Namen „Neun-Winde-Pavillon“.
- Rengein (蓮華院) ist ein Haus für Teezeremonie, das Hara 1917 erbauen ließ.
- Y Das Rinshōkaku (鶴翔閣) ist die alte Residenz der Hara-Familie, 1902 als erstes größeres Anwesen  im Park errichtet und zwar im traditionell-japanischen Stil. Nach Reparaturen, die sich über zwölf Jahre erstreckten, wurde es im Jahre 2000 wieder hergestellt. Zu seiner Zeit gingen dort Politiker und Gelehrte ein und aus.

### Äußerer Garten
- Shōfukaku (松風閣): Dieses Gebäude wurde 1964 errichtet, und zwar auf dem Hügel, wo die Villa von Hara Zenzaburō stand. Von der zweiten Etage hat man einen schönen Blick über den Park.
- ◎ Die Dreistöckige Pagode (旧燈明寺三重塔) stammt vom Tōmyō-ji in Kyoto. Sie stammt aus dem Jahr 1457, ist damit das älteste Bauwerk im Garten und Symbol desselben.
- Rindōan (林洞庵) ist ein kleines Gebäude für die Teezeremonie, das von der Sohen-Schule der Rindō-Teeschulvereinigung 1970 gestiftet wurde.
- Yokobuean (横笛庵) ist eine ländliche Klause.
- ◎ Die Tōkei-ji-Buddhahalle (東慶寺仏殿) stammt aus Kamakura und wird auf die späte Muromachi-Zeit (1393–1573) datiert.
- Das Yanohara-Haus (旧矢箆原) war das Haus eines Dorfvorsteher im Shirakawa-Gebiet der Präfektur Gifu, erbaut um 1750.
- ◎ Die Haupthalle des Tōmyō-ji (燈明寺本堂) stammt wie die Pagode aus Kyoto. Der im Inneren befindliche freistehende Hausaltar im Kasuga-Stil (春日厨子) ist der größte Japans.

## Bauwerke

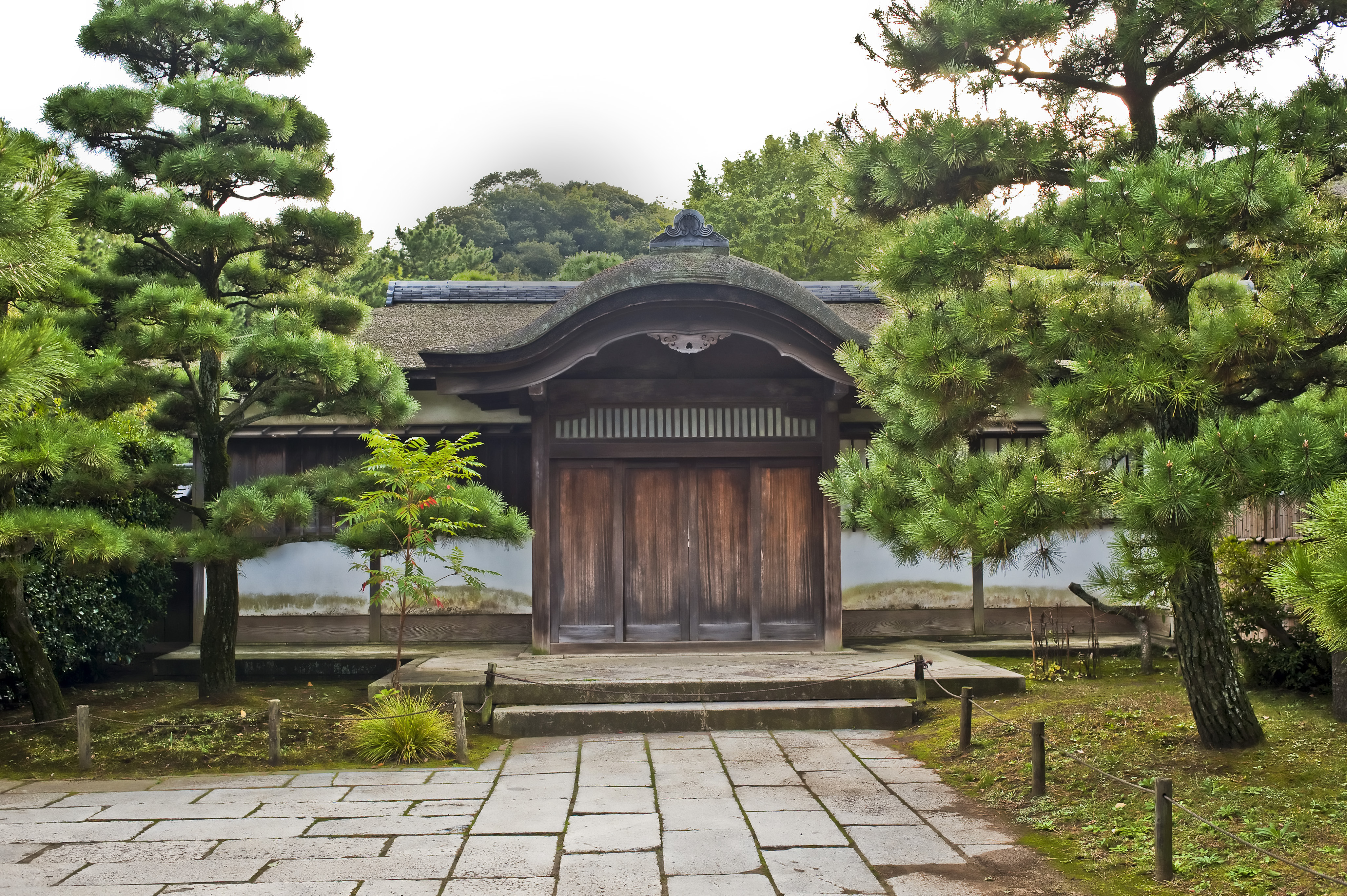
Gomon
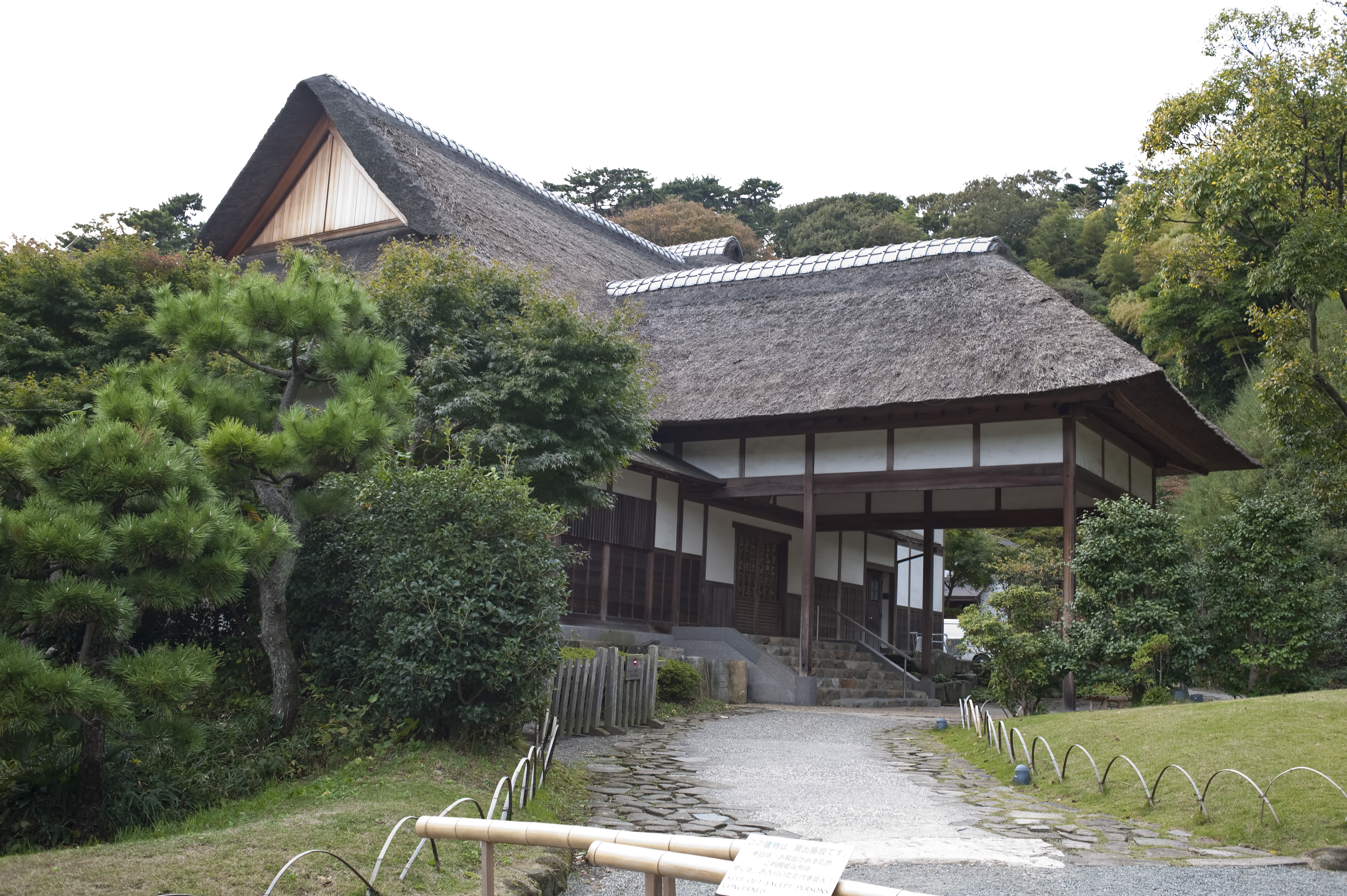
Kakushokaku
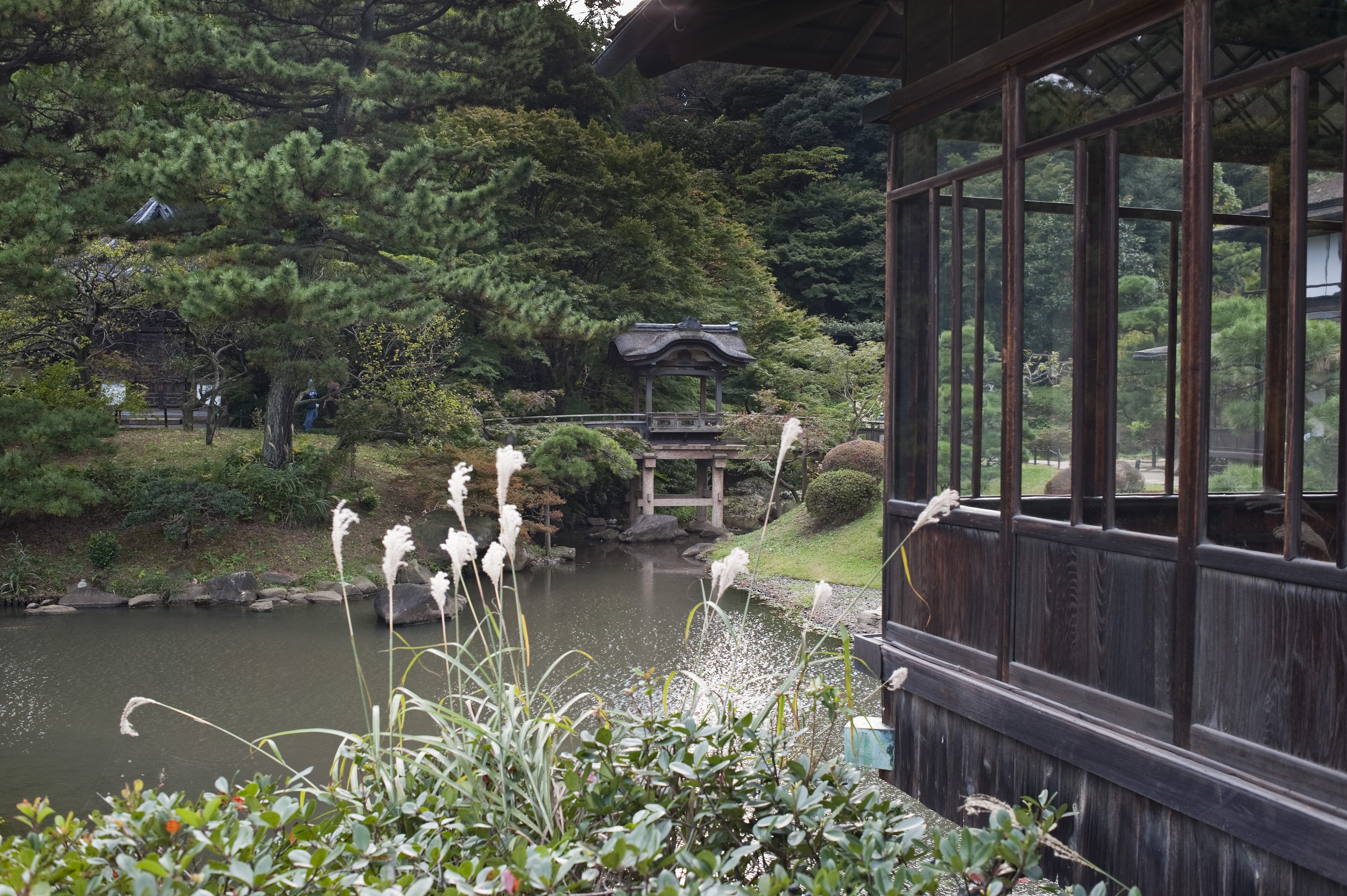
Blick aus dem Rinshukaku auf die Teisha-Brücke
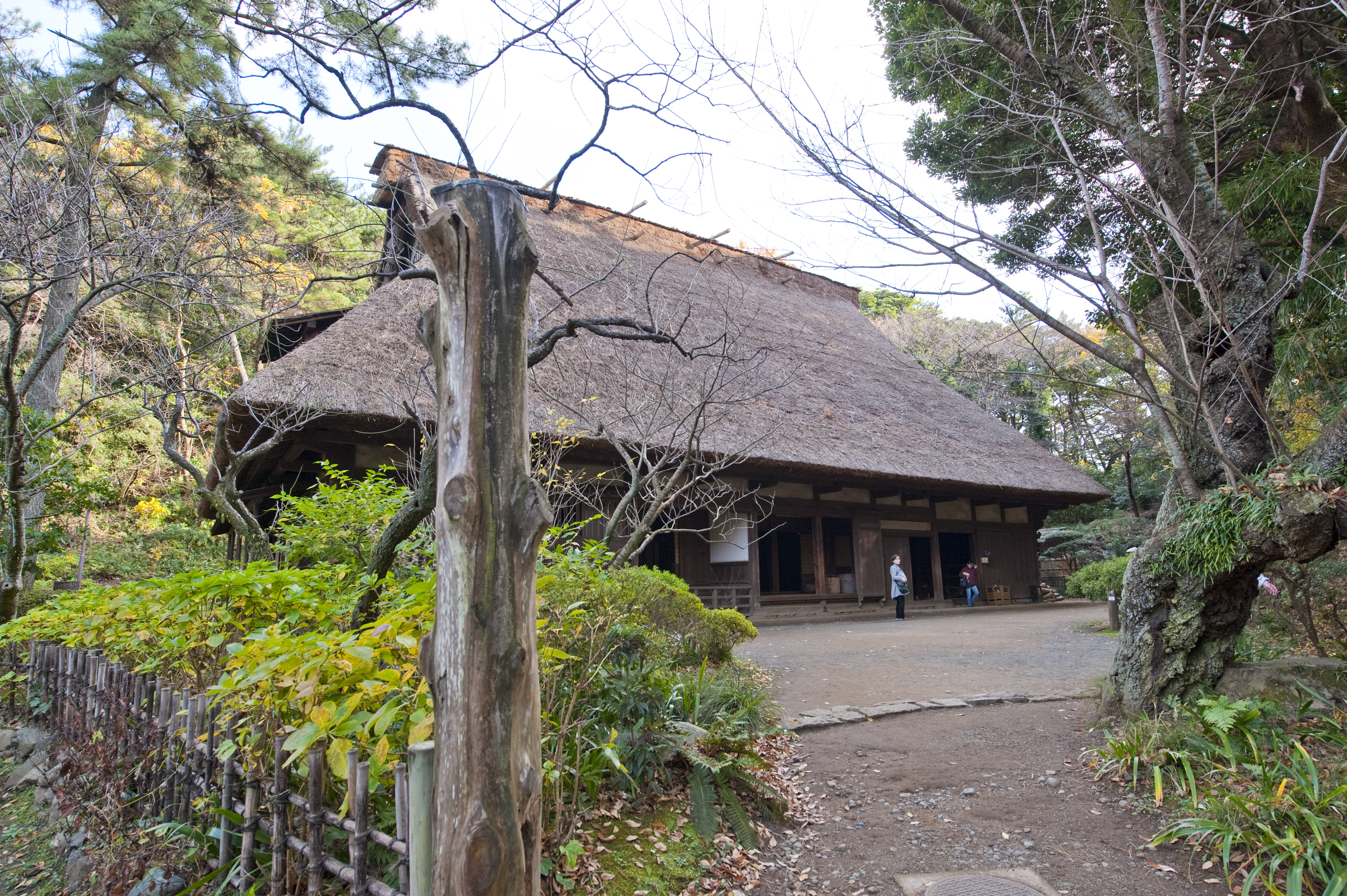
Yanohara-Haus

## Anmerkung
1. ↑  Die Teisha-Brücke (亭榭橋) mit ihrem Dach im Karahafu-Stil ist eine Kopie des Kangetsu-dai im Kōdai-ji in Kyoto, das Toyotomi Hideyoshi zur Mondbetrachtung errichten ließ.